# Filmfestival van Cannes 2016
Het 69ste Filmfestival van Cannes was een internationaal filmfestival dat plaatsvond in Cannes, Frankrijk van 11 tot 22 mei 2016.
Het festival opende met de film Café Society van Woody Allen.

## Competitie

### Jury
De internationale jury:
| Naam    | Naam                           | Beroep                                          | Land                         |
| ------- | ------------------------------ | ----------------------------------------------- | ---------------------------- |
| nothumb | George Miller (juryvoorzitter) | Filmregisseur, scenarioschrijver, filmproducent | Australië                    |
| nothumb | Arnaud Desplechin              | Regisseur                                       | Frankrijk                    |
| nothumb | Kirsten Dunst                  | Actrice                                         | Duitsland / Verenigde Staten |
| nothumb | Valeria Golino                 | Actrice en regisseuse                           | Italië                       |
| nothumb | Mads Mikkelsen                 | Acteur                                          | Denemarken                   |
| nothumb | László Nemes                   | Filmregisseur, scenarioschrijver                | Hongarije                    |
| nothumb | Vanessa Paradis                | Actrice, zangeres                               | Frankrijk                    |
| nothumb | Katayoon Shahabi               | Filmproducente                                  | Iran                         |
| nothumb | Donald Sutherland              | Acteur                                          | Canada                       |

### Selectie (langspeelfilms)
Speelfilms geselecteerd voor de competitie:
| Film                                | Regisseur                   | Land                                                           | Prijzen                                                        |
| ----------------------------------- | --------------------------- | -------------------------------------------------------------- | -------------------------------------------------------------- |
| American Honey                      | Andrea Arnold               | Verenigd Koninkrijk- Verenigde Staten                          | Prijs van de jury                                              |
| Aquarius                            | Kleber Mendonça Filho       | Brazilië                                                       |                                                                |
| Elle                                | Paul Verhoeven              | Frankrijk- Duitsland                                           |                                                                |
| Bacalaureat (Graduation)            | Cristian Mungiu             | Roemenië- Frankrijk                                            | Beste regie (ex-aequo met Olivier Assayas)                     |
| Mal de pierres                      | Nicole Garcia               | Frankrijk                                                      |                                                                |
| Agasshi (아가씨) (The Handmaiden)   | Park Chan-wook              | Zuid-Korea                                                     | Vulcan Award (Ryu Seong-hie)                                   |
| I, Daniel Blake                     | Ken Loach                   | Verenigd Koninkrijk                                            | Gouden Palm                                                    |
| Juste la fin du monde               | Xavier Dolan                | Canada- Frankrijk                                              | Grote prijs (Grand Prix) Prix du Jury Œcuménique               |
| Julieta                             | Pedro Almodóvar             | Spanje                                                         |                                                                |
| The Last Face                       | Sean Penn                   | Verenigde Staten                                               |                                                                |
| Loving                              | Jeff Nichols                | Verenigde Staten- Verenigd Koninkrijk                          |                                                                |
| Ma' Rosa                            | Brillante Mendoza           | Filipijnen                                                     | Beste actrice (Jaclyn Jose)                                    |
| The Neon Demon                      | Nicolas Winding Refn        | Denemarken                                                     |                                                                |
| Paterson                            | Jim Jarmusch                | Verenigde Staten                                               | Palm Dog Award                                                 |
| Personal Shopper                    | Olivier Assayas             | Frankrijk                                                      | Beste regie (ex-aequo met Cristian Mungiu)                     |
| Rester vertical                     | Alain Guiraudie             | Frankrijk                                                      |                                                                |
| Forushande (فروشنده) (The Salesman) | Asghar Farhadi              | Iran- Frankrijk                                                | Beste scenario (Asghar Farhadi) Beste acteur (Shahab Hosseini) |
| Sieranevada                         | Cristi Puiu                 | Roemenië- Frankrijk- Bosnië en Herzegovina- Kroatië- Macedonië |                                                                |
| Ma loute                            | Bruno Dumont                | Frankrijk- Duitsland                                           |                                                                |
| Toni Erdmann                        | Maren Ade                   | Duitsland- Oostenrijk                                          | FIPRESCI-prijs                                                 |
| La Fille inconnue                   | Jean-Pierre en Luc Dardenne | België                                                         |                                                                |

Langspeelfilms buiten competitie:
| Film                         | Regisseur        | Land                                          |
| ---------------------------- | ---------------- | --------------------------------------------- |
| Café Society (openingsfilm)  | Woody Allen      | Verenigde Staten                              |
| The BFG                      | Steven Spielberg | Verenigde Staten- Verenigd Koninkrijk- Canada |
| Goksung (곡성) (The Wailing) | Na Hong-jin      | Zuid-Korea                                    |
| Money Monster                | Jodie Foster     | Verenigde Staten                              |
| The Nice Guys                | Shane Black      | Verenigde Staten                              |

Séances de minuit:
| Film                          | Regisseur            | Land             |
| ----------------------------- | -------------------- | ---------------- |
| Blood Father                  | Jean-François Richet | Verenigde Staten |
| Gimme Danger                  | Jim Jarmusch         | Verenigde Staten |
| Bu-san-haeng (Train to Busan) | Yeon Sang-ho         | Zuid-Korea       |

Séances spéciales:
| Film                                    | Regisseur                             | Land               |
| --------------------------------------- | ------------------------------------- | ------------------ |
| Chouf (شوف)                             | Karim Dridi                           | Tunesië, Frankrijk |
| Le Cancre                               | Paul Vecchiali                        | Frankrijk          |
| Exil                                    | Rithy Panh                            | Cambodja           |
| Hissein Habré, une tragédie Tschadienne | Mahamat-Saleh Haroun                  | Tsjaad             |
| L'ultima spiaggia                       | Thanos Anastopoulos, Davide Del Degan | Italië             |
| Le Mort de Louis XIV                    | Albert Serra                          | Frankrijk- Spanje  |
| Wrong Elements                          | Jonathan Littell                      | Frankrijk, België  |

## Kortfilms(Cinéfondation et des courts métrages)

### Jury
| Naam | Naam                          | Beroep                              | Land             |
| ---- | ----------------------------- | ----------------------------------- | ---------------- |
|      | Naomi Kawase (juryvoorzitter) | Filmregisseuse, scenarioschrijfster | Japan            |
|      | Marie-Josée Croze             | Actrice                             | Frankrijk Canada |
|      | Jean-Marie Larrieu            | Filmregisseur                       | Frankrijk        |
|      | Santiago Loza                 | Filmregisseur, auteur en schrijver  | Argentinië       |
|      | Radu Muntean                  | Filmregisseur                       | Roemenië         |

### Kortfilms
Volgende kortfilms uit een selectie van 5008 inzendingen werden geselecteerd voor de competitie:
| Film                                                   | Regisseur                           | Land                |
| ------------------------------------------------------ | ----------------------------------- | ------------------- |
| La Laine sur le Dos (صوف على الظهر Souf alla al-dhahr) | Lofti Achour                        | Tunesië- Frankrijk  |
| Dreamlands                                             | Sara Dunlop                         | Verenigd Koninkrijk |
| Timecode                                               | Juanjo Giminez                      | Spanje              |
| Imago                                                  | Raymund Guitierrez                  | Filipijnen          |
| Madre                                                  | Simón Mesa Soto                     | Colombia- Zweden    |
| A Moça que Dançou com o Diabo                          | João Paulo Miranda Maria            | Brazilië            |
| Après Suzanne                                          | Félix Moati                         | Frankrijk           |
| 4:15 P.M. Sfarsitul lumii                              | Catalin Rotaru, Gabi Virginia Sarga | Roemenië            |
| Il silenzio                                            | Farnoosh Samadi, Ali Asgari         | Italië              |
| Fight on a Swedish Beach                               | Simon Vahlne                        | Zweden              |

### Cinéfondation
De Cinéfondation-sectie focust op films gemaakt door studenten in filmscholen. De volgende 18 films (14 fictiefilms en 4 animatiefilms) werden geselecteerd uit 2300 inzendingen van filmscholen uit de gehele wereld.
| Film                        | Regisseur              | School                                                                                  | Prijzen              |
| --------------------------- | ---------------------- | --------------------------------------------------------------------------------------- | -------------------- |
| In the Hills                | Hamid Ahmadi           | London Film School Verenigd Koninkrijk                                                  | Tweede prijs         |
| Submarine                   | Mounia Akl             | Columbia University School of the Arts Verenigde Staten                                 |                      |
| A Nyalintàs Nesze           | Nadja Andrasev         | MOME Hongarije                                                                          | Derde prijs ex-aequo |
| Toate Fluviile Curg în Mare | Alexandru Badea        | UNATC Roemenië                                                                          |                      |
| Ailleurs                    | Mélody Boulissière     | École nationale supérieure des arts décoratifs Frankrijk                                |                      |
| Gabber Lover                | Anna Cazenave Cambet   | La Fémis Frankrijk                                                                      |                      |
| The Alan Dimension          | Jac Clinch             | National Film and Television School Verenigd Koninkrijk                                 |                      |
| Poubelle                    | Alexandre Gilmet       | Institut national supérieur des arts du spectacle et des techniques de diffusion België |                      |
| Dobro                       | Marta Hernaiz Pidal    | SSST Bosnië en Herzegovina                                                              |                      |
| La Culpa, Probablemente     | Michael Labarca        | Universidad de Los Andes Venezuela                                                      | Derde prijs ex-aequo |
| Las Razones del Mundo       | Ernesto Martìnez Bucio | Centro de Capacitación Cinematográfica Mexico                                           |                      |
| 1 Kilogram                  | Park Young-Ju          | K-ARTS Zuid-Korea                                                                       |                      |
| Aram                        | Fereshteh Parnian      | Université Lumière Lyon-II Frankrijk                                                    |                      |
| Gudh                        | Saurav Rai             | Satyajit Ray Film & TV Institute India                                                  |                      |
| La Santa che dorme          | Laura Samani           | Centro sperimentale di cinematografia Italië                                            |                      |
| Bei Wind und Wetter         | Remo Scherrer          | Hochschule Luzern - Design & Kunst Zwitserland                                          |                      |
| Anna                        | Or Sinai               | The Sam Spiegel Film & TV School Israël                                                 | Eerste prijs         |
| Business'                   | Malena Vain            | Universidad del Cine Argentinië                                                         |                      |

## Un certain regard

### Jury
| Naam | Naam                           | Beroep                             | Land        |
| ---- | ------------------------------ | ---------------------------------- | ----------- |
|      | Marthe Keller (juryvoorzitter) | Actrice                            | Zwitserland |
|      | Jessica Hausner                | Filmregisseuse                     | Oostenrijk  |
|      | Diego Luna                     | Acteur, filmregisseur en producent | Mexico      |
|      | Ruben Östlund                  | Filmregisseur                      | Zweden      |
|      | Céline Sallette                | Actrice                            | Frankrijk   |

### Selectie
Volgende films werden geselecteerd voor de competitie:
| Film                                                                                           | Regisseur                      | Land                                                       | Prijs                          |
| ---------------------------------------------------------------------------------------------- | ------------------------------ | ---------------------------------------------------------- | ------------------------------ |
| Umi yori mo Mada Fukaku (海よりもまだ深) (After the Storm)                                     | Hirokazu Kore-Eda              | Japan                                                      |                                |
| Apprentice                                                                                     | Boo Junfeng                    | Singapore- Frankrijk- Duitsland                            |                                |
| Me'Ever Laharim Vehagvaot (Beyond the Mountains and Hills)                                     | Eran Kolirin                   | Israël                                                     |                                |
| Captain Fantastic                                                                              | Matt Ross                      | Verenigde Staten                                           | Prijs beste regie              |
| Eshtebak (اشتباك) (Clash)                                                                      | Mohamed Diab                   | Egypte- Frankrijk- Duitsland- Verenigde Arabische Emiraten |                                |
| La Danseuse (in competitie voor de Caméra d'or)                                                | Stéphanie Di Giusto            | Frankrijk                                                  |                                |
| Uchenik (The Student)                                                                          | Kirill Serebrennikov           | Rusland                                                    |                                |
| Câini (Dogs) (in competitie voor de Caméra d'or)                                               | Bogdan Mirică                  | Roemenië                                                   | FIPRESCI                       |
| Hymyilevä mies (The Happiest Day in the Life of Olli Maki) (in competitie voor de Caméra d'or) | Juho Kuosmanen                 | Finland                                                    | Prix Un certain regard         |
| Fuchi ni tatsu (Harmonium)                                                                     | Fukada Kôji                    | Japan                                                      | Prijs van de jury              |
| Hell or High Water                                                                             | David Mackenzie                | Verenigde Staten                                           |                                |
| Varoonegi (وارونگی) (Inversion)                                                                | Behnam Behzadi                 | Iran                                                       |                                |
| La large noche de Francisco Sanctis (in competitie voor de Caméra d'or)                        | Francisco Marquez              | Argentinië                                                 |                                |
| Pericle il nero                                                                                | Stefano Mordini                | Italië                                                     |                                |
| Omar Shakhsiya (Personal Affairs) (in competitie voor de Caméra d'or)                          | Maha Haj                       | Israël                                                     |                                |
| La Tortue rouge (The Red Turtle) (in competitie voor de Caméra d'or)                           | Michael Dudok de Wit           | Nederland                                                  | Prix spécial du certain regard |
| The Transfiguration (in competitie voor de Caméra d'or)                                        | Michael O'Shea                 | Verenigde Staten                                           |                                |
| Voir du pays                                                                                   | Delphine Coulin, Muriel Coulin | Frankrijk                                                  | Prijs voor beste scenario      |

## Semaine de la critique

### Jury[7]
| Naam | Naam                              | Beroep                                       | Land             |
| ---- | --------------------------------- | -------------------------------------------- | ---------------- |
|      | Valérie Donzelli (juryvoorzitter) | Actrice, filmregisseuse, scenarioschrijfster | Frankrijk        |
|      | Alice Winocour                    | Filmregisseuse, scenarioschrijfster          | Frankrijk        |
|      | Nadav Lapid                       | Filmregisseur, schrijver                     | Israël           |
|      | David Robert Mitchell             | Filmregisseur, scenarioschrijver             | Verenigde Staten |
|      | Santiago Mitre                    | Filmregisseur, acteur, scenarioschrijver     | Argentinië       |

### Selectie
De openingsfilm voor de Semaine de la critique is Victoria van Justine Triet. Als slotfilm worden drie kortfilms vertoond van de actrices Sandrine Kiberlain, Laetitia Casta en Chloë Sevigny.

Volgende films werden geselecteerd voor de competitie:
| Film                                                                   | Regisseur            | Land                | Prijzen                              |
| ---------------------------------------------------------------------- | -------------------- | ------------------- | ------------------------------------ |
| Albüm (in competitie voor de Caméra d'or)                              | Mehmet Can Mertoğlu  | Turkije             | Prix Révélation France 4             |
| Diamond Island                                                         | Davy Chou            | Cambodja, Frankrijk | Prix SACD                            |
| Grave (in competitie voor de Caméra d'or)                              | Julia Ducournau      | Frankrijk           |                                      |
| Les Mimosas (Las Mimosas)                                              | Oliver Laxe          | Spanje              | Grand Prix Nespresso                 |
| One Week and a Day (Shavua Ve Yom) (in competitie voor de Caméra d'or) | Asaph Polonsky       | Israël              | Aide Fondation Gan pour la diffusion |
| Tramontane (in competitie voor de Caméra d'or)                         | Vatche Boulghourjian | Libanon             |                                      |
| A Yellow Bird (in competitie voor de Caméra d'or)                      | K. Rajagopal         | Singapore           |                                      |

Séances spéciales:
| Film                                           | Regisseur                | Land      |
| ---------------------------------------------- | ------------------------ | --------- |
| Victoria (In Bed With Victoria) - openingsfilm | Justine Triet            | Frankrijk |
| I tempi felici verranno presto                 | Alessandro Comodin       | Italië    |
| Apnée (in competitie voor de Caméra d'or)      | Jean-Christophe Meurisse | Frankrijk |

### Kortfilms
| Film                        | Regisseur             | Land             |
| --------------------------- | --------------------- | ---------------- |
| Los pasos del agua          | César Augusto Acevedo | Colombia         |
| Myomano Shel Tzalom Hatonot | Nadav Lapid           | Israël           |
| Bonne Figure (slotfilm)     | Sandrine Kiberlain    | Frankrijk        |
| En moi (slotfilm)           | Laetitia Casta        | Frankrijk        |
| Kitty (slotfilm)            | Chloë Sevigny         | Verenigde Staten |
| Prenjak                     | Wregas Bhanuteja      | Indonesië        |

## Quinzaine des réalisateurs

### Langspeelfilms[9]
| Film                                                    | Regisseur            | Land                                 | Prijzen                  |
| ------------------------------------------------------- | -------------------- | ------------------------------------ | ------------------------ |
| Divines (in competitie voor de Caméra d'or)             | Houda Benyamina      | Frankrijk                            | Caméra d'or              |
| Dog Eat Dog                                             | Paul Schrader        | Verenigde Staten                     |                          |
| Fai bei sogni                                           | Marco Bellocchio     | Italië, Frankrijk                    |                          |
| Fiore                                                   | Claudio Giovannesi   | Italië, Frankrijk                    |                          |
| L'Economie du Couple                                    | Joachim Lafosse      | Frankrijk, België                    |                          |
| L'Effet Aquatique                                       | Solveig Anspach      | Frankrijk, IJsland                   | Prix SACD                |
| La pazza gioia                                          | Paolo Virzì          | Italië, Frankrijk                    |                          |
| Les Vies de Thérèse                                     | Sébastien Lifshitz   | Frankrijk                            | Queer Palm Award         |
| Ma vie de courgette (in competitie voor de Caméra d'or) | Claude Barras        | Zwitserland, Frankrijk               |                          |
| Mean Dreams                                             | Nathan Morlando      | Canada                               |                          |
| Mercenaire (in competitie voor de Caméra d'or)          | Sacha Wolff          | Frankrijk                            |                          |
| Neruda                                                  | Pablo Larraín        | Argentinië, Chili, Spanje, Frankrijk |                          |
| Poesía Sin Fin                                          | Alejandro Jodorowsky | Chili, Japan, Frankrijk              |                          |
| Raman Raghav 2.0                                        | Anurag Kashyap       | India                                |                          |
| Risk                                                    | Laura Poitras        | Verenigde Staten, Duitsland          |                          |
| Tour de France                                          | Rachid Djaïdani      | Frankrijk                            |                          |
| Two Lovers and a Bear                                   | Kim Nguyen           | Canada                               |                          |
| Wolf and Sheep (in competitie voor de Caméra d'or)      | Shahrbanoo Sadat     | Denemarken, Afghanistan              | Art Cinema Award (CICAE) |

### Kortfilms
| Film                | Regisseur                      | Land       |
| ------------------- | ------------------------------ | ---------- |
| Abigail             | Isabel Penoni, Valentina Homem | Brazilië   |
| Chasse Royale       | Lise Akoka, Romane Guéret      | Frankrijk  |
| Decorado            | Alberto Vazquez                | Spanje     |
| Habat Shel Hakala   | Tamar Rudoy                    | Israël     |
| Happy End           | Jan Saska                      | Tsjechië   |
| Hitchhiker          | Jero Yun                       | Zuid-Korea |
| Import              | Ena Sendijarevic               | Nederland  |
| Prenjak             | Wregas Bhanuteja               | Indonesië  |
| Kindil el Bahr      | Damien Ounouri                 | Algerije   |
| Léthé               | Dea Kulumbegashvili            | Georgië    |
| Listen to Beethoven | Garri Bardine                  | Rusland    |
| Zvir                | Miroslav Sikavica              | Kroatië    |

## Cannes Classics
Het programma van de sectie Cannes Classics werd bekendgemaakt op 20 april 2016.

### Restauraties
| Film                                                            | Regisseur            | Land                       |
| --------------------------------------------------------------- | -------------------- | -------------------------- |
| Signore e Signori (1966)                                        | Pietro Germi         | Italië Frankrijk           |
| Un homme et une femme (1966)                                    | Claude Lelouch       | Frankrijk                  |
| Die letzte Chance (1945)                                        | Leopold Lindtberg    | Zwitserland                |
| Dolina Miru (1956)                                              | France Stiglic       | Slovenië                   |
| Ikarie xb-1 (1963)                                              | Jindřich Polák       | Tsjechië                   |
| Jago hua savera (1958)                                          | Aaejay Kardar        | Pakistan                   |
| Memorias del subdesarrollo (1968)                               | Tomás Gutiérrez Alea | Cuba                       |
| Santi-Vina (1954)                                               | Thavi Na Bangchang   | Thailand                   |
| Szerelem (1971)                                                 | Károly Makk          | Hongarije                  |
| Howards End (1992)                                              | James Ivory          | Verenigd Koninkrijk        |
| Dekalog V : Nie zabijaj (1989) Dekalog VI : Nie cudzołóż (1989) | Krzysztof Kieślowski | Polen                      |
| Momotarō: Umi no Shinpei (1945)                                 | Mitsuyo Seo          | Japan                      |
| One-Eyed Jacks (1961)                                           | Marlon Brando        | Verenigde Staten           |
| Solyaris (1972)                                                 | Andrej Tarkovski     | Sovjet-Unie                |
| Ugetsu monogatari (1953)                                        | Kenji Mizoguchi      | Japan                      |
| Dragées au poivre (1963)                                        | Jacques Baratier     | Frankrijk                  |
| Valmont (1989)                                                  | Miloš Forman         | Frankrijk Verenigde Staten |
| Gueule d'amour (1937)                                           | Jean Grémillon       | Frankrijk                  |
| Masculin féminin (1966)                                         | Jean-Luc Godard      | Frankrijk                  |
| Indochine (1992)                                                | Régis Wargnier       | Frankrijk                  |
| Adieu Bonaparte (1984)                                          | Youssef Chahine      | Frankrijk Egypte           |
| Pit and the Pendulum (1961)                                     | Roger Corman         | Verenigde Staten           |
| Rendez-vous de juillet (1949)                                   | Jacques Becker       | Frankrijk                  |

### Documentaires
| Film                                                             | Regisseur                                      | Land             |
| ---------------------------------------------------------------- | ---------------------------------------------- | ---------------- |
| Faits divers (1983)                                              | Raymond Depardon                               | Frankrijk        |
| Hospital (1970)                                                  | Frederick Wiseman                              | Verenigde Staten |
| Farrebique (1946)                                                | Georges Rouquier                               | Frankrijk        |
| Voyage à travers le cinéma français (2016)                       | Bertrand Tavernier                             | Frankrijk        |
| The Cinema Travelers (2016)                                      | Shirley Abraham, Amit Madheshiya               | India            |
| The Family Whistle (2016)                                        | Michele Russo                                  | Italië           |
| Cinema Novo (2016)                                               | Eryk Rocha                                     | Brazilië         |
| Midnight Returns: The Story of Billy Hayes and Turkey (2016)     | Sally Sussman                                  | Verenigde Staten |
| Bright Lights: Starring Carrie Fisher and Debbie Reynolds (2016) | Alexis Bloom, Fisher Stevens                   | Verenigde Staten |
| Gentleman Rissient (2016)                                        | Benoît Jacquot, Pascal Mérigeau, Guy Seligmann | Frankrijk        |
| Close encounters with Vilmos Zsigmond (2016)                     | Pierre Filmon                                  | Frankrijk        |
| Et La femme créa Hollywood (2016)                                | Clara Kuperberg, Julia Kuperberg               | Frankrijk        |
| Bernadette Lafont et Dieu créa la femme libre (2016)             | Esther Hoffenberg                              | Frankrijk        |

### Séances spéciales
| Film                        | Regisseur       | Land          |
| --------------------------- | --------------- | ------------- |
| Terrore nello spazio (1965) | Mario Bava      | Italië Spanje |
| Tiempo de morir (1966)      | Arturo Ripstein | Mexico        |

### Cinéma de la Plage
| Film            | Regisseur        | Land             |
| --------------- | ---------------- | ---------------- |
| Sorcerer (1977) | William Friedkin | Verenigde Staten |

## Caméra d'or

### Jury
De internationale jury:
| Naam | Naam                               | Beroep                                | Land      |
| ---- | ---------------------------------- | ------------------------------------- | --------- |
|      | Catherine Corsini (juryvoorzitter) | Filmregisseuse en scenarioschrijfster | Frankrijk |
|      | Jean-Christophe Berjon             | Criticus                              | Frankrijk |
|      | Alexander Rodnianski               | Producent                             | Rusland   |
|      | Isabelle Frilley                   | Directrice                            | Frankrijk |
|      | Jean-Marie Dreujou                 | DOP                                   | Frankrijk |

## Prijswinnaars
| Categorie                   | Winnaar               | Regisseur of film | Land                                 |
| --------------------------- | --------------------- | ----------------- | ------------------------------------ |
| Gouden Palm                 | I, Daniel Blake       | Ken Loach         | Verenigd Koninkrijk Frankrijk        |
| Grote Prijs                 | Juste la fin du monde | Xavier Dolan      | Canada Frankrijk                     |
| Juryprijs                   | American Honey        | Andrea Arnold     | Verenigd Koninkrijk Verenigde Staten |
| Beste regisseur             | Cristian Mungiu       | Bacalaureat       | Roemenië                             |
| Beste regisseur             | Olivier Assayas       | Personal Shopper  | Frankrijk                            |
| Beste acteur                | Shahab Hosseini       | Forushande        | Iran                                 |
| Beste actrice               | Jaclyn Jose           | Ma' Rosa          | Filipijnen                           |
| Beste scenario              | Asghar Farhadi        | Forushande        | Iran                                 |
| Gouden camera (Caméra d'or) | Divines               | Houda Benyamina   | Frankrijk                            |
| Beste korte film            | Timecode              | Juanjo Giménez    | Spanje                               |
| Erepalm (Palme d'honneur)   | Jean-Pierre Léaud     | Jean-Pierre Léaud | Frankrijk                            |